# Ludwig Theison
Ludwig Theison (* 22. September 1825 in Hornbach; † 24. September 1888 in Germersheim) war von 1875 bis 1886 Abgeordneter des Bayerischen Landtags. 

## Werdegang
Theison lebte als Privatier in Germersheim (Pfalz). Politisch stand er den Vereinigten Liberalen nahe.
Bei der Landtagswahl 1875 zog er im Wahlbezirk Kandel in die Kammer der Abgeordneten des Bayerischen Landtags ein, dem er bis 1886 angehörte. 1881 schloss er sich der Nationalliberalen Partei an.